# Lokomotiva SchB HGe 2/2
Lokomotiva SchB HGe 2/2 dráhy Schöllenenbahn (SchB) ve Švýcarsku byla dvounápravová elektrická lokomotiva pro adhezní i ozubnicový provoz. Byly postaveny čtyři stroje s rozchodem 1000 mm firmami SLM a BBC. Stroje byly dodány v roce 1916 a byly v provozu až do roku 1980, poslední stroj byl sešrotován v roce 1985.
Stroje pro Schöllenenbahn byly z výroby dodány pro stejnosměrné trakční napětí 1,2 kV s výkonem 235 kW, po změně elektrifikace v roce 1941 na střídavé trakční napětí 11 kV 16 2/3 Hz byly přezbrojeny a dodávaly výkon 429 kW.
Lokomotivy byly osazeny dvěma trakčními motory, z nichž každý přes vlastní hřídel poháněl příslušné ozubené soukolí ozubnicového pohonu Abtova ozubnicového systému. Tato soukolí byla nasazena na jalových hřídelích, které byly propojeny s hnacími dvojkolími i vzájemně mezi sebou spojnicemi. Lokomotiva na ozubnicové trati Schöllenenbahn zdolávala stoupání až 179 ‰.

## Historie provozu
Stroje měly horní část skříně ve smetanové barvě, dolní část byla bledě modrá. Stroje byly dodány v různých provedeních ať v hnědém lemování skříně, tak i v konstrukčních odlišnostech. Za doby provozu byly i dále upravovány. Po sfúzování v roce 1961 do Furka-Oberalp-Bahn byly stroje ponechány v provozu, byl změněn jejich nátěr na červený a lokomotivy byly také přeznačeny na čísla 21–24. Po zařazení lokomotiv HGm 4/4 a Deh 4/4 I v letech 1967 a 1972 již nebyly stroje HGe 2/2 využívány v osobním provozu, jejich nasazení bylo omezeno na nákladní dopravu a posun v Andermattu. Roku 1976 byla lokomotiva č. 22, jako první své řady, vyřazena a sešrotována. V roce 1980 ji následoval stroj č. 24 a o dva roky později lokomotiva č. 23. Poslední stroj č. 21 byl odstaven a zlikvidován v roce 1985 po prasknutí rámu.

Vzhled lokomotiv SchB, stroje 1, 3 a 4
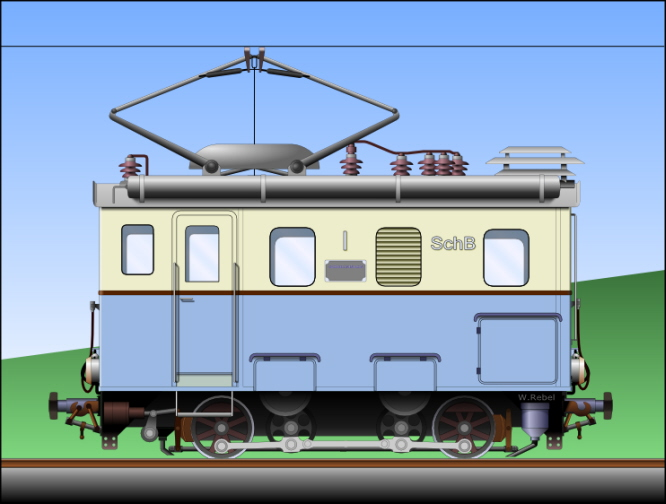
stroj č.1
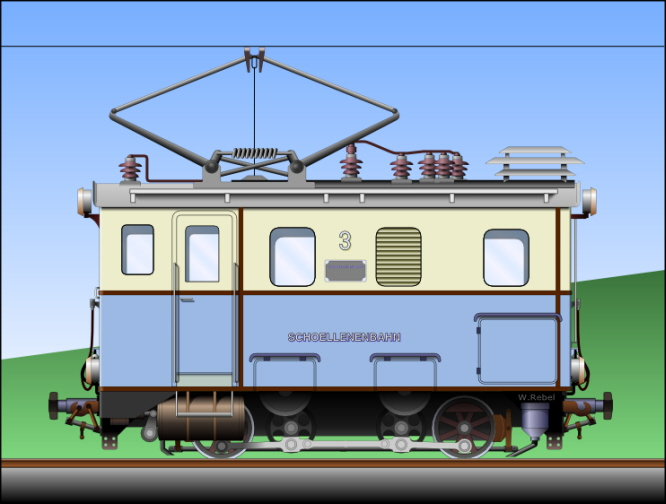
stroj č.3 [2] (viz hlavní obrázek)
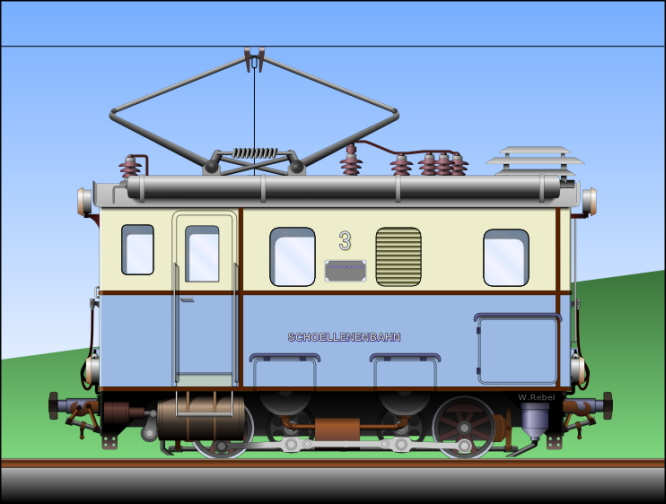
stroj č.3 po přestavbě
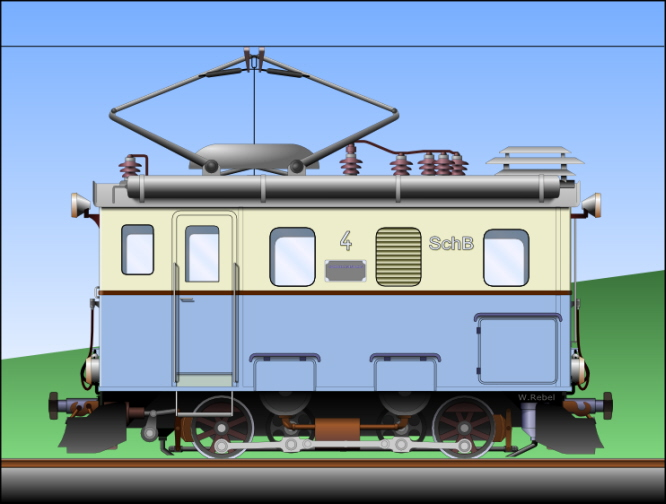
stroj č.4

Vzhled lokomotiv po fúzi s Furka-Oberalp-Bahn
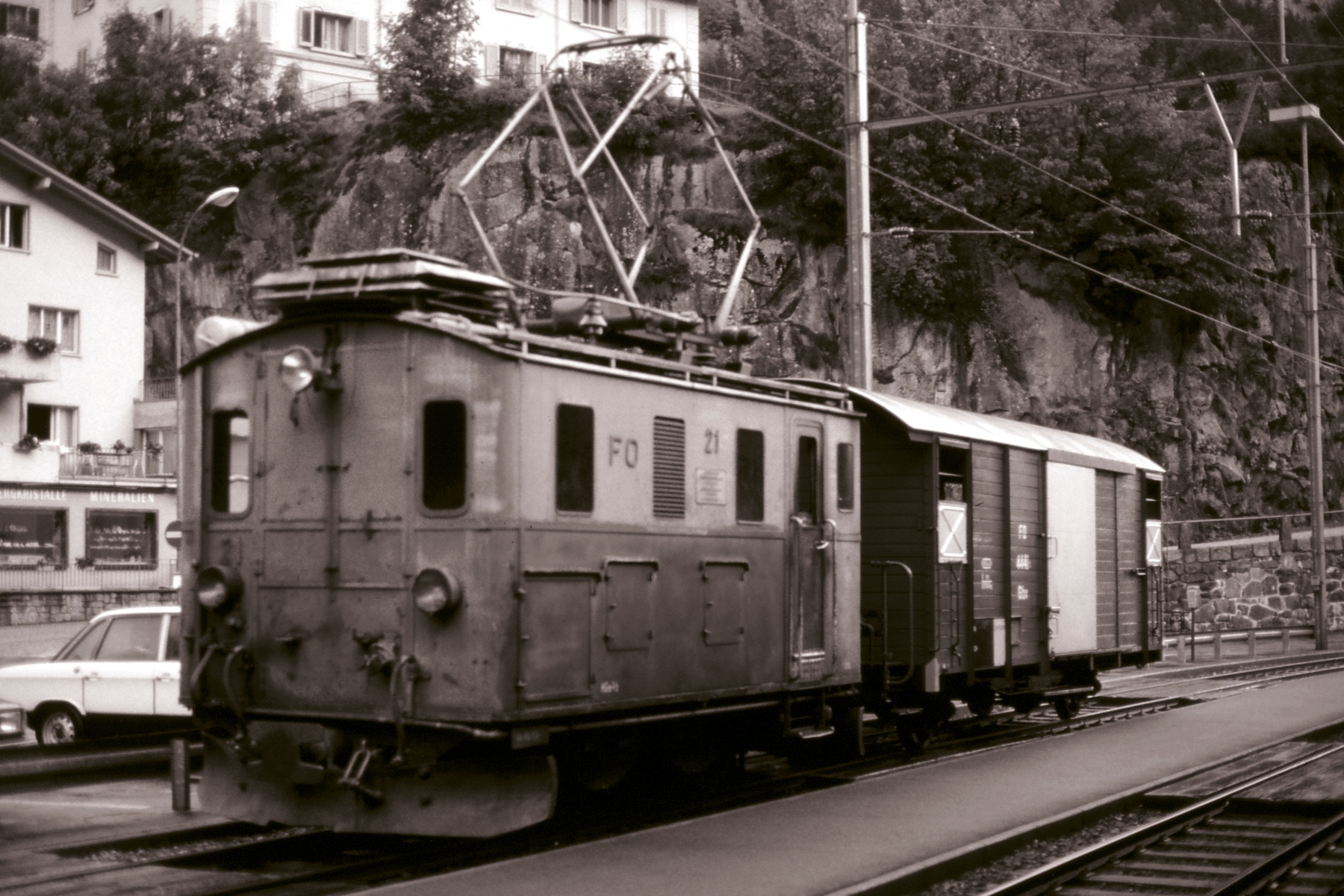
stroj č.1 před změnou nátěru jako FO 21
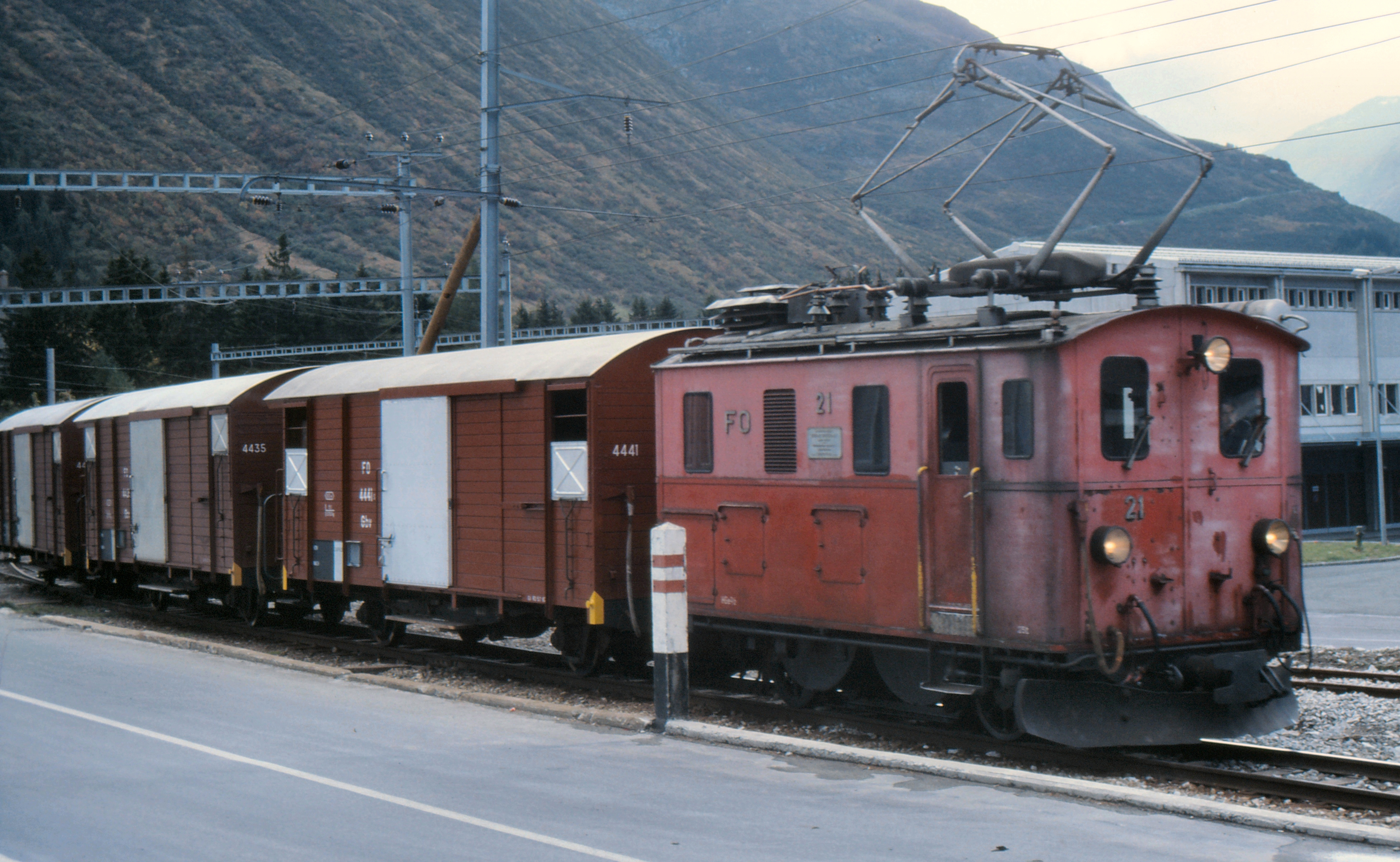
Stejná lokomotiva v roce 1983 v Andermattu